# Wang Yun
Pour les articles homonymes, voir Wang (patronyme).
Wang Yun, ou Wáng Yún en pinyin, (137 - 4 juillet 192) est un ministre chinois et un membre de la Cour impériale. Il était un homme droit, juste et fin stratège.

## Le complot contre Dong Zhuo
Lorsque le tyran Dong Zhuo s’empare du pouvoir, une coalition part en guerre contre lui, mais échoue à le renverser. Wang Yun, aidé d'autres membres de la Cour Impériale, met alors au point un plan pour faire tomber Dong : instaurer la discorde entre ce dernier et son puissant fils adoptif Lü Bu, puis utiliser le fils pour tuer le père. Bien que sa stratégie eût extraordinairement bien fonctionné, Wang Yun fut éliminé par Li Jue et Guo Si (deux anciens officiers de Dong Zhuo), car il avait refusé l'amnistie que ceux-ci lui avaient proposé.

## Wang Yun dans les œuvres de fiction
Wang apparait dans le roman historique Le Roman des Trois Royaumes, de Luo Guanzhong. Dans cette œuvre, Wang complote seul la chute de Dong Zhuo et projette d’utiliser sa fille adoptive, Diao Chan, pour créer la discorde entre le tyran et Lü Bu. Dans le roman, tout comme dans la réalité, il réussit avant d'être exécuté par Li Jue et Guo Si.
Le personnage de Diao Chan est une pure invention de Luo Guanzhong et historiquement, la brouille entre Dong et Lü est née d'une aventure que Lü bu a eu avec une servante de son père adoptif.